# Историја Боливије
Историја Боливије укључује хиљаде година људског постојања. Језеро Титикака је дуго било важан центар културе и развоја. Народ Тиванаку је достигао напредни ниво цивилизације пре него што их је покорило Царство Инка које се брзо ширило у 15. и 16. веку. Саме Инке су убрзо потом покорили Шпанци предвођени Франциском Пизаром почетком 16. века. Регион који сада чини Боливију потпао је под вицекраљевство Перуа. Био је посебно познат као Горњи Перу, а 1776. је пребачен у новоосновано вицекраљевство Рио де ла Плата са главним градом у Буенос Ајресу.
Значајна, али несрећна побуна аутохтоних народа против шпанских власти догодила се крајем 18. века коју је предводио Тупак Амару II. Горњи Перу се придружио шпанско-америчким ратовима за независност почетком 19. века, а Боливијска република је основана 1825. године, која је добила име по Симону Боливару. Током 19. века, Боливија је више пута улазила у ратове против својих суседа, што је кулминирало разорним губитком у рату за Пацифик, што је довело до тога да је Боливија изгубила приступ мору, заједно са богатим пољима нитрата.
Боливија се суочила са даљим губицима у Чако рату против Парагваја 1930-их. Боливијска национална револуција је избила 1950-их и покушала је програм национализације ресурса и проширења права гласа. Земља је пала под војну власт и доживела низ државних удара све до транзиције на демократску владу 1980-их, која се још увек борила са економијом која се погоршавала. Боливијском политиком 21. века доминирао је Ево Моралес све док није поднео оставку после боливијске политичке кризе 2019.

## Претколумбовски период
Културе домородачких народа у Боливији развијале су се у алтиплану на високим надморским висинама са ниским нивоом кисеоника, лошим земљиштима и екстремним временским условима. Боље погодне низине биле су ретко насељене од стране ловачко-сакупљачких друштава, док је већи део претколумбијског становништва концентрисан у алтипланским долинама Кочабамба и Чукисака.
Кромпир је почео да се узгаја у близини језера Титикака између 8000. и 5000. године пре нове ере, киноа пре неких 3000–4000 година, а производња бакра почела је 2000. године пре нове ере. Ламе, алпаке и викуње биле су припитомљене и коришћене за превоз, храну и одећу.
Ајмара народ је стигао у овај регион пре отприлике 2000 година, да би се населио у подручју западне Боливије, јужног Перуа и северног Чилеа. Данашње Ајмаре себе сматрају за потомке припадника напредне цивилизације Тијаванако, која је после 600. године постала важна регионална сила. Према раним проценама, град се у свом максималном обиму простирао око 6,5 квадратних километара и имао је између 15.000 – 30.000 становника. На основу сателитских снимака, начињених 1996, три најважније долине Тијаванакоа процењено је да је тамо у једном тренутку живело између 285.000 и 1.482.000 људи.
Око 400. године нове ере, Тијаванако се од локалне силе преобразио у пљачкашку државу. Проширио је територију у Јунге и донео је своју културу и начин живота многобројним народима у Перуу, Боливији, и Чилеу. Ова цивилизација није имала искључиво насилан карактер. Приликом ширења своје територије коришћена је политичка мудрост, стваране су колоније, склапани су трговински споразуми (који су друге цивилизације учинили зависним).
Царство је настављало да се непрекидно шири. Вилијам Х. Исбел наглашава да је „Тијаванако извршио велике промене између 600. и 700. године којима је успостављен нови монументални стандард у градској архитектури и значајно повећан број становника“. Тијаванако је уместо уништавања наставио да интегрише припаднике других култура. Археолози су запазили да је грнчарија Тијаванака била присутна и код цивилизација које су биле део овог царства. Тијаванако је наставио да трговином између градова унутар царства још више учвршћује своју моћ.
Владајућа класа Тијаванака стекла је моћ захваљујући вишковима хране, прикупљенима из рубних области царства, које су контролисали и расподељивали целокупном становништву. Такође, ова класа људи је располагала стадима лама, која су представљала моћан вид контроле, јер су ламе биле веома важне за пренос робâ између градова и провинције. Ова крда су такође представљала класне разлике између обичних људи и елите. Контролом и манипулацијом вишкова хране, моћ владајуће класе расла је све до 950. године. У то доба долази до великих климатских промена, које су довеле до знатног смањења количине падавина у басену Титикаке, што је према процени археолога изазвало велику сушу.
Како су се количине падавина смањивале, велики број градова удаљених од језера Титикака давао је све мање хране владајућој класи. Са смањењем вишкова хране, и самим тим извором њихове моћи, власт елите почела је да опада. Главни град је постао једино место погодно за производњу хране захваљујући напредним пољопривредним техникама. Тијаванако је нестао око 1000. године зато што је пресушио његов главни извор моћи – производња хране. Вековима након тога област је била ненастањена.
Између 1438. и 1527, Царство Инка, током свог последњег великог ширења, овладало је највећим делом данашње западне Боливије. Инке нису дуго задржале власт над овом облашћу, јер је нагло ширење слабило царство.

## Шпански колонијални период

### Шпанско освајање
Франсиско Пизаро, Дијего де Алмагро и Ернандо де Луке предводили су шпанска открића и освајање царства Инка. Они су први пут отпловили на југ 1524. године дуж обале Тихог океана од Панаме како би потврдили постојање легендарне земље злата под називом "Биру" (касније измењене у Перу). Због брзог ширења царство Инка је било унутрашње слабо, што је омогућило Шпанцима да га изузетно лако освоје. Након што је цар Инка Вајна Капак умро 1527. године, његови синови Уаскар и Атавалпа борили су се за престо. Иако је Атавалпа победио брата, он још није учврстио своју моћ кад су стигли конкистадори. Атавалпа није покушао да порази Пизара кад се искрцао на обалу 1532. године, јер је владар Инка био уверен да они који управљају планинама такође управљају обалом. Одбијање Атавалпе да прихвати трајно шпанско присуство и прелазак на хришћанство довело је до крваве битке код Кахамарке 16. новембра 1532. године. Пизаро је убио 12 Атавалпиних гардиста и заробио цара Инка у такозваној соби за откуп. Годину дана касније, престоница Куско је освојена и претворена је у ново шпанско насеље.
Упркос Пизаровој брзој победи, побуне Инка убрзо су почеле и периодично се настављале током читавог колонијалног периода. Године 1537. Манко Инка, кога су Шпанци поставили као марионетског цара, побунио се против нових владара и успоставио државу „нео-инка“. Ова држава наставила је да изазива шпанску власт чак и након што су Шпанци 1572. године угушили побуну и погубили Тупака Амаруа на јавном тргу у Куску 1572. године. Касније су побуне у боливијском планинском подручју обично организовали старешине заједнице а биле су локалних размера, осим велике побуне Тупака Амаруа II.
Током прве две деценије шпанске владавине, насељивање боливијске висоравни - данас познато као Горњи Перу (шпа. Alto Peru) или Краљевска аудијенција у Чаркасу — било је успорено грађанским ратом између снага Пизара и Дијега де Алмагра. Двојица конкистадора поделили су територију Инка, север је био под контролом Пизара, а југ под контролом Алмагра. Борбе су избиле 1537. године када је Алмагро заузео Куско након што је сузбио побуну Манко Инка. Пизаро је 1538. године поразио и погубио Алмагра, али је три године касније убијен у атентату од стране бивших присталица Алмагра. Пизаров брат Гонзало преузео је контролу над Горњим Перуом, али је убрзо ушао у побуну против шпанске круне. Тек погубљењем Гонзала Пизара 1548. године, шпанска круна је успела да врати свој ауторитет, а касније те године колонијалне власти основале су град Ла Паз, који је убрзо постао важан трговачки центар.
Освајање и колонијална владавина била су веома трауматична за староседилачке народе у Боливији. Домаће становништво је било лако подложно европским болестима и нагло се смањивало. Међутим, отпор домородачких народа боливијске низине успео је да одложи освајање и насељавање њихових земаља. Шпанци су основали Са Сијеру 1561. године, али Гран Се (колонијални назив за Чако регион) остао је дивља граница током читаве колонијалне владавине. У Чаку, индијанци, већином Источноболивијски Гварани, извршили неумољиве нападе на колонијална насеља и остали су независни од директне шпанске контроле.

### Шпанска управа
Током већег дела шпанског колонијалног периода, ова територија је била под контролом Вицекраљевства Перу. Локалну управу спроводила је Краљевска аудијенција у Чаркасу, смештена у Ла Плата де лос Чаркас (данашњи Сукре). Рудници сребра у Боливији били су највећи извор богатства Шпанске империје, а Потоси, место чувеног Серо Рикоа ("Богата планина") је вековима био највећи град западне хемисфере.
Богатство Горњег Перуа и његова удаљеност од Лиме убедили су власти да створе нову аудијенцију у граду Чаркасу (данашњи Сукре) 1558. године. Чаркас је постао посебно важан као административни и пољопривредни центар Потосија. Надлежност аудијенције, познате као Чаркас, у почетку је покривала радијус од 1,796 km² око Чаркаса, али је убрзо обухватила Санта Круз и територију која припада данашњем Парагвају, а до 1568. такође и цео округ Куско. Председник аудијенције вршио је судск, као и административну и извршну власт у региону, али само у рутинским стварима, а о важнијим одлукама одлучивано је у Лими. Оваква ситуација довела је до такмичарског става и угледа Горњег Перуа услед ојачаног економског значаја региона.
Дуговечност Шпанске империје у Јужној Америци може се делимично објаснити успешном администрацијом колонија. Шпанија је у почетку била превасходно заинтересована за контролу освојених независних мисли, али њен главни циљ убрзо је постао одржавање прилива прихода и прикупљање данака робе и радне снаге од индијанског становништва. У том циљу, Шпанија је убрзо створила разрађену бирократију у Новом свету, у којој су разне институције служиле као подршка једни другима, а локални званичници имали су велику аутономију. Шпанија је контролисала мање административне јединице у колонијама преко краљевских званичника, попут коректора, који је представљао краља у општинским властима које су бирали њихови грађани. Почетком 17. века у Горњем Перуу постојале су четири корегидоре.
Крајем 18. века Шпанија је предузела административну реформу да би повећала приход круне и елиминисала бројне злоупотребе. Створен је систем сталне дужности, дајући опсежна овлашћења високо квалификованим званичницима који су били директно одговорни краљу. Године 1784. Шпанија је основала четири намесничка округа у Горњем Перуу, која су покривала данашње департмане Ла Паз, Кочабамба, Потоси и Чаркас.
Горњи Перу придружен је новом Вицекраљевству Рио де ла Плати са престоницом у Буенос Ајресу након његовог стварања 1776. године. Вицекраљу је у вршењу власти помагала аудијенција (веће), која је приликом одсутности вицекраља вршила и административну и извршну власт.

### Хришћанизација
Упоредо са конкистадорима дошло је и католичко свештенство које је започело преображавање домородачких народа у хришћанство. У Ла Плати је 1552. године основана прва бискупија у Горњем Перуу, а 1605. године основане су и у Ла Пазу и Санта Крузу. Језуити су 1623. године основали Краљевски и папски високи универзитет Сан Франциско Ксавијер Чаркаски, први универзитет у Горњем Перуу.
Званична религија Инка брзо је нестала, а Индијанци су наставили своје локално поштовање под заштитом локалних индијанских владара. Како је утицај хришћанства порастао, развио се нови народни католицизам, који је укључивао симболе домородачке религије. Док су ране индијске побуне биле антихришћанске, побуне крајем 16. века биле су засноване на месијанском хришћанском симболизму који је био римокатолички и антишпански. Црква је била толерантна према локалним индијанским религијама. Бискуп у Ла Плати је 1582. године дозволио изградњу светилишта у част тајанствене Вирхене де Копакабане на обали језера Титикака.

## Побуне домородачких народа
Иако су се многи индијанци прилагодили шпанским правилима кршећи своје традиције и активно покушавајући да уђу у тржишну економију, они су такође користили судове да заштите своје интересе, посебно против процене данака. Други су се што више држали својих обичаја, а неки су се побунили против белих владара. Локалне, углавном некоординисане, побуне су се дешавале током колонијалне владавине. Више од 100 буна догодило се у 18. веку у Боливији и Перуу. Индијанска огорченост према колонијалној владавини повећала се у 18. веку када је Шпанија тражила веће исплате и повећала обавезе по питању покушаја побољшања производње. То је изазвало велику побуну коју је предводио Тупак Амару II. Хосе Габријел Кондорканки, образовани индијанац који је говорио шпански, узео је име свог предака, Тупака Амаруа. Иако је Тупак Амару II инсистирао да је његов покрет реформистички и да не жели срушити шпанску владавину, његови захтеви су укључивали аутономну регију. Устанак се убрзо проширио. Отприлике 60.000 индијанаца у перуанским и боливијским Андима окупило се у борби против Шпанаца. Након постигнутих почетних победа, укључујући победу над шпанском војском од 1.200 људи, Тупак Амару II је заробљен и погубљен у мају 1781., без обзира на то, побуна се наставила, пре свега у Горњем Перуу где је присталица Тупака Амаруа II, индијански поглавица Томас Катари, подигао устанак у Потосију почетком 1780. године. Шпанци су Катарија убили месец дана пре Тупака Амаруа II. Други велики устанак предводио је Јулијан Апаза, црквењак који је узео имена двојице побуњеника мученика називајући се Тупак Катари. Он је 1781. године опседао Ла Паз током више од 100 дана. Током опсаде 20.000 људи је умрло. Бартолина Сиса, припадница народа Ајмара, је 1782. године погубљена због подизања још једне побуне. Шпанија није успела да угуши све побуне до 1783. године и тада је погубила хиљаде индијанаца.

## Борба за независност
Крајем 18. века, међу креолима који су почели да преузимају активну улогу у економији, нарочито у рударству и пољопривредној производњи, развило се растуће незадовољство шпанском владавином, па су им тако засметале трговинске баријера утврђене мерканталистичком политиком шпанске круне. Поред тога, креолима је сметало то што је шпанска круна на административним положајима постављала лица која су рођена у Шпанији.
Просветитељство је, са нагласком на разум, пропитивање ауторитета и традиције, и индивидуалистичке тенденције, такође допринело незадовољству креола. Инквизиција је забрањивала радове: Макијавелија, Волтера, Дидроа, Френклина, Пејна, Русоа, Лока, и других из шпанске Америке, креоли су о њиховим идејама често расправљали, посебно они образовани на универзитету у Чукисаки. Иако је Горњи Перу у основи био лојалан Шпанији, идеје о просветитељству и независности од Шпаније наставиле су да расправљају раштркане групе радикала.
Како је шпанска краљевска власт слабила током Наполеонових ратова, расположење против колонијалне владавине расло је. Боливијска историографија датира проглашење независности 1809. године, али уследило је 16 година борбе пре успостављања републике која је добила име по Симону Боливару.
Инвазија Иберијског полуострва током 1807-1808. од стране Наполеона показала се пресудном за борбу за независност Јужне Америке. Свргавањем династије Бурбон и постављањем Жозефа Бонапарте на шпански трон стављена је на тест оданост локалних елита у Горњем Перуу, које су се одједном суочиле са неколико сукобљених власти. Већина је остала одана шпанским Бурбонима. Заузимајући став о чекању, подржали су Врховну централну Хунту у Шпанији, владу која је тврдила да влада у име абдицираног Фернанда VII. Неки либерали са нестрпљењем су поздравили могуће реформе колонијалне владавине које је обећао Жосеф Бонапарта. Неколико званичника је подржало тврдње о врсти регенства над шпанским областима у Америци од стране Фердинандове сестре Карлоте, која је у том тренутку владала из Бразила са својим супругом, принцом регентом Жоаом IV од Португалије. Мали број радикалних креола желео је независност Горњег Перуа.
Овај сукоб власти резултирао је локалном борбом за власт у Горњем Перуу између 1808. и 1810., што је била прва фаза напора за постизање независности. Председник Аудијенције, Рамон Гарсија Леон де Пизаро, је 1808. године дао подршку Карлоти. Али судије Аудијенције фаворизовале су Врховну централну Хунту. Они су 25. маја 1809. свргли председника Гарсију Леона и основали хунту која ће управљати у име Фердинанда VII. Педро Доминго Муриљо је 16. јула 1809. предводио други устанак креола и местика у Ла Пазу и прогласио независну хунту Горњег Перуа која ће владати у име Фердинанда VII. До новембра 1809, Кочабамба, Оруро, и Потоси су се придружили хунти Ла Паза. Ове побуне су биле угушене од стране снага које су послали вицекраљевста Перу и Рио де Ла Плата.
Током наредних седам година Горњи Перу је постао бојно поље снага Уједињених провинција Рио де ла Плате и ројалиста из Перуа. Иако су ројалисти одбили три аргентинске инвазије, герилци су контролисали делове села, где су формирали шест главних републикета или зона побуне. У тим зонама локални патриотизам се на крају развио у пуну борбу за независност. До 1817. године, Горњи Перу је био релативно миран и под контролом Вицекраљевства Перуа.
Након 1820. године, конзервативни креоли подржали су генерала Педра Антонија де Олањета, пореклом из Чаркаса, који је одбио да прихвати обнову либералног шпанског устава 1812. Олањета, уверен да су ове мере претиле краљевској власти, одбио је да се придружи или либералним краљевским снагама побуњеничкој војсци под командом Боливара и Сукреа. Олањета се није одрекао своје команде чак и након што су перуански ројалисти укључили њега и његове снаге у њихов споразум о капитулацији након њиховог пораза у бици код Ајакуча 1824. године. Олањету су убили његови људи 1. априла 1825. Уставни конгрес прогласио је Боливију независном републику 6. августа и именовао нову републику у част Боливара, јер је желео да добије његову подршку за боливијску независност од Перуа.

## 19. век
Током председавања маршала Андреса де Санта Круза, Боливија је уживала у најуспешнијем периоду своје историје са великим друштвеним и економским напретком. Санта Круз се умешао у унутрашње политичке перуанске проблеме и успео је ујединити Перу и Боливију у конфедерацију, Перуанско–боливијска Конфедерација. Пошто је Санта Круз отворено прогласио царство Инка претходником своје државе, овај потез је схваћен као претња регионалном билансу моћи и претња земљама на бившој територији Инка. Избио је Рат конфедерација и током овог периода водили су различите ратове против готово свих својих суседа, уз почетне успехе у борби против њених непријатеља. Претпоставља се да се прекретница догодила на пољима Паукарпате, где је Перуанско-боливијска Конфедерација, на челу са Санта Крузом, присилила чилеанске и перуанске побуњеничке војске да потпишу мировни уговор познат као Уговор из Паукарпате, који је укључивао њихову безусловну предају, а касније је чилеански парламент овај споразум одбацио. Побуњени Перуанци и чилеанска војска кренули су у нови рат против Санта Круза, победивши Конфедерацију у бици код Јунгаја. Ово је била прекретница у историји Боливије, након овог тренутка, пуч и краткотрајни устави доминирали су у боливијској политици скоро 40 година.
Пролазећи кроз бурну економску и политичку кризу, војна слабост Боливије показана је током Пацифичког рата (1879–1883.), када је изгубила морску обалу Тихог океана и поља богата нитратом у корист Чилеа. Повећање светске цене сребра донело је Боливији мерило релативног просперитета и политичке стабилности у крајем 18. века.
Почетком 20. века, око 1907. године, калај је заменио сребро као најважнији извор богатства у земљи. Сукцесија либералних влада примењивала је лесе фер политику током прве трећине века.

## 20. век

### Рани 20. век
Животни услови домородачких народа, који су чинили више од половину становништва, остали су очајни. Присиљени да раде у примитивним условима у рудницима и у готово феудалном статусу на гигантским имањима огромних површина, ускраћиван им је приступ образовању, економској прилици или политичком учешћу. Пораз Боливије од Парагваја у Рату за Чако (1932–1935) означио је прекретницу. Велики губитак људи и територија дискредитовао је традиционалне владајуће класе, док је служење у војсци изазвало буђење политичке свести код староседеоца. Стандард Оил је 1936. године национализован и створена је државна фирма Yacimientos Petroliferos Fiscales Bolivianos (YPFB). Од краја рата у Чаку до револуције 1952., појава супротстављених идеологија и захтеви нових група забринули су боливијску политику.

### Боливијска национална револуција
Упоредо са Мексичком револуцијом, Боливијска национална револуција један је од најзначајнијих социополитичких догађаја који се догодио у Латинској Америци током 20. века. Револуционарни националистички покрет (шп. Movimiento Nacionalista Revolucionario, (МНР)) појавио се из пепела Рата за Чако 1941. године као политичка коалиција средње класе која је бранила марксизам за национализам. МНР је учествовала у војно-цивилном режиму Гвалберта Виљароела (1943–1946), али га је свргла 1946. рударска олигархија и Партидо Изкјерда Револусионарио (ПИР). Партија је покренула кратак, али крвави грађански рат у октобру 1949., али је поражена. МНР је остварила победу на изборима 1951. године, али је опозиција резултате сматрала лажним, а њено право на председавање било је ускраћено.
МНР је 9. априла 1952. године водила успешан устанак и покренула Боливијску националну револуцију. Под председником Виктором Пазом Естенсором и касније, Ернаном Силесом, МНР је увео универзално бирачко право за одрасле, национализовао највеће руднике калаја у земљи, извео свеобухватну земљишну реформу и промовисао рурално образовање.
Оно што је посебно значајно у вези са револуцијом је то да је држава, први пут у републиканској историји, покушала да у национални живот уклопи сељаке из Ајмаре и Кечуа који заједно чине не мање од 65 процената укупног становништва. Иако су политике које је спровела МНР углавном корпоративистичке и асимилационистичке природе, то је означило значајну прекретницу у спорној историји Боливије у односима аутохтоних држава. Након револуције из 1952. године, боливијска држава је настојала да ојача своју улогу у руралним подручјима, спроводећи опсежну кампању за јавно здравље која је посебно укључивала аутохтоне Боливијце.

### Војна владавина
Дванаест бурних година националне реформе оставило је земљу горко подељеном, а 1964. војна хунта на челу са потпредседником Ренеом Баријентосом свргла је председника Паза Естенсора на почетку свог трећег мандата, догађај за који многи тврде да је окончао националну револуцију и означио почетак скоро 20 година војне владавине у Боливији. Многи учењаци су се обраћали ЦИА-и објашњавајући пуч из новембра 1964. године, али све већи број декласификованих америчких докумената оповргава ту тврдњу. Крајем другог Пазовог мандата, Баријентос - популарни генерал који говори језик кечуа - успео је да удружи сељачке синдикате формиране након аграрне реформе 1953., оснивајући Пакто Милитар-Кампесино (ПМК). Током шездесетих година Баријентос је сељачке синдикате супроставио против радничких немира у рудницима.
Смрт Баријентоса 1969. године у хеликоптерској несрећи довела је до периода нестабилних влада. Државним ударом на место председника дошао је левичар Хуан Хосе Торес. Његова влада брзо је изложена спољном притиску. Амерички амбасадор Ернест Сиракуза (који је учествовао у државном удару против Јакоба Арбенза у Гватемали 1954., а потом је 1968. протеран из Перуа, оптужен да је човек из ЦИА-е) наредио му је да промени своју политику, приетећи му финансијском блокадом. Светска банка и Интер-америчка развојна банка одбијају да јој одобре зајмове неопходне за обављање послова индустријског развоја. Али његова влада није била стабилна, јер је подржавала само мањина војске и средња класа у земљи. Богате класе, део војске, десничари МНР-а и фалангистичка странка спроводе заверу против њега. Након мање од годину дана на власти, Торес је свргнут у крвавом државном удару који је предводио пуковник Уго Банзер, уз подршку бразилског војног режима и Сједињених Држава. Упркос масовном отпору - и цивилном и војном - конзервативне снаге су научиле лекције из неуспелог устанка из октобра 1970. и примењивале су бруталност без икаквог устручавања. Банзер је владао уз подршку МНР-а од 1971. до 1974. Тада је, нестрпљив према расколама у коалицији, цивиле заменио припадницима оружаних снага и обуставио политичке активности. Економија је импресивно порасла за време председавања Банзера, али захтеви за већом политичком слободом умањују његову подршку. Његов позив на изборе 1978. године поново је довео Боливију у стању немира. У подруму Министарства унутрашњих послова или "комори страве" било је смештено и мучено око 2.000 политичких затвореника током војне владавине 1971-1974.
Избори 1978., 1979. и 1980. године били су неупадљиви и обележени преваром. Било је државних удара и контрапуча. Генерал Луис Гарсија Меза је 1980. године спровео немилосрдан и насилни пуч. Његова влада је била озлоглашена због кршења људских права, трговине наркотицима и економског лошег управљања. То је довело до прекида односа са Сједињеним Државама, које су под управом Картера и Регана одбиле да признају владу Гарсије због повезаности с дрогом.  Касније осуђен у одсуству за злочине, укључујући убиства, Гарсија Меза је изручен из Бразила и почео је издржавати казу затвора од 30 година од 1995. године.

### Прелазак на демократију
Након војне побуне коју је 1981. године протерала Гарсију Мезу, три друге војне владе у року од 14 месеци бориле су се са растућим проблемима Боливије. Нереди су присилили војску да сазове Конгрес изабран 1980. и омогућили му да изабере новог извршног директора.

## Од 1982. године до данас
У октобру 1982. године, 22 године након завршетка првог мандата (1956–1960), Ернан Силес Зуазо поново је постао председник. Снажна социјална напетост, погоршана економским лошим управљањем, непрестаним сиромаштвом и слабим руководством, натерала га је да распише ванредне изборе и одрекне се власти годину дана пре краја свог уставног мандата.
На изборима 1985. године Националистичка партија за демократску акцију (АДН) генерала Банзера освојила је већину гласова, а следиле су је МНР бившег председника Паза Естенсора и бивши револуционарни левичарски покрет Паза Замора (МИР). У другом кругу Конгреса, МИР је стао на страну МНР, а Паз Естенсоро је изабран за председника. Када је 1985. ступио на дужност, суочио се са запањујућом економском кризом. Економска производња и извоз су били у опадању већ неколико година.
Хиперинфлација је достигла годишњу стопу од 24 000%. Били су распрострањени социјални немири, хронични штрајкови и неконтролисана трговина дрогом. За 4 године администрација Паза Естенсора постигла је економску и социјалну стабилност. Војска се није мешала у политику, а све главне политичке странке јавно и институционално обавезале су се на демократију. Кршења људских права, која су лоше владе спроводиле претходну деценију, више нису представљалапроблем. Међутим, његова изузетна достигнућа нису остварена без жртава. Колапс цена калаја у октобру 1985. године, управо када је влада желела да потврди своју контролу над лоше управљаним државним рударством, приморала је владу да отпусти више од 20.000 рудара.
Иако је листа МНР-а на челу са Гонзалом Санчезом де Лозадом завршила на првом месту на изборима 1989. године, ниједан кандидат није добио већину гласова народа, па је у складу са уставом гласање конгреса одредило ко ће бити председник. Коалиција Патриотик Акорд (АП) између АДН-а генерала Банзера и МИР-а Паза Замора, освајача другог и трећег места, победила је. Паз Замора је преузео председништво, а МИР је преузела пола министарстава. Банзеров десничарски центар АДН преузео је контролу над Националним политичким већем (КОНАП) и осталим министарствима.
Паз Замора био је умерени левичарски председник чији је политички прагматизам у вршењу функције надмашио његово марксистичко порекло. Смањујући разорну хиперинфлацију администрације Силеса Зуазоа, наставио је неолибералне економске реформе које је започео Паз Естенсоро, примењујући неке од њих. Паз Замора предузео је прилично оштру борбу против домаћег тероризма, лично је наредио напад на терористе децембра 1990. године.
Режим Паза Заморе био је мање одлучан у борби против трговине наркотицима. Влада је разбила низ мрежа за трговину људима, али је 1991. године издала уредбу којом су највећи наркобосови добили благе казне. Такође, његова администрација била је изузетно окренута за искорењивање коке. Није пристао на допуњени уговор о изручењу са САД, иако су два трговца људима изручена САД од 1992. године. Почетком 1994. боливијски конгрес истражио је личне везе Паза Заморе са оптуженим главним трговцем људима Исаком Чаваријом, који је након тога умро у затвору док је чекао суђење. Заменик шефа МИР-а Оскар Еид затворен је у вези са сличним везама 1994. године, а проглашен је кривим и осуђен на 4 године затвора у новембру 1996. године. Технички још увек под истрагом, Паз Замора постао је активни председнички кандидат 1996. године.
Избори 1993. године наставили су традицију отворених, поштених избора и мирних демократских транзиција власти. МНР је победила коалицију АДН / МИР у маргинама од 36% до 20%, а члан МНР-а Санчез де Лозада изабран је за председника од стране коалиције МНР / МБЛ / УКС у Конгресу.
Санчез де Лозада спровео је агресиван програм економских и социјалних реформи. Најдраматичнија промена коју је предузела влада Санчеза де Лозаде био је програм капитализације, у оквиру којег су инвеститори стекли 50% власништва и управну контролу јавних предузећа, попут државне нафтне корпорације, телекомуникационог система, електропривреде. Реформама и економском реструктурирању снажно су се супротставили одређени сегменти друштва, који су подстакли честе социјалне немире, посебно у Ла Пазу и региону узгајања коке Чапареу, у периоду од 1994. до 1996. године.
На изборима 1997. године генерал Уго Банзер, лидер АДН-а, освојио је 22% гласова, док је кандидат МНР-а освојио 18%. Генерал Банзер формирао је коалицију странака АДН, МИР, УКС и КОНДЕПА које имају већину мандата у боливијском Конгресу. Конгрес га је изабрао за председника, а он је инаугуриран 6. августа 1997.

### Протест у Кочабамби 2000. године
Између јануара и априла 2000. године, у Кочабамби је одржано низ антиприватизационих протеста против приватизације општинског водовода која је требало да се спроведе уз подршку Светске банке и Међународног монетарног фонда. The Боливијска влада прогласила је војни закон, дошло је до убиства неколико људи, ухапсивши протестне вође и затворивши радио станице. После континуираних немира и грађанског притиска, влада је коначно повукла приватизацију 10. априла 2000. године.
Бечтел је 2001. поднео тужбу против боливијске владе, позивајући се на одштету у износу већем од 25 милиона долара. Бечтел тврди да се његов уговор односио само за управљање водоводним системом, који је претрпео ужасну унутрашњу корупцију и лошу услугу, као и да је локална влада повећала цене воде. Континуирана правна битка привукла је пажњу антиглобалистичких и антикапиталистичких група. Ова тема је истражена у документарном филму Корпорација из 2003. године и на веб локацији Бечтел-а. У јануару 2006. године Бечтел и остали међународни партнери добили су тужбу против боливијске владе за пријављених 0,30 долара (тридесет центи) након интензивних протеста и пресуде о надлежности коју је Бечтел добио од стране Међународног центра за решавање инвестиционих спорова.

### Председнички избори 2002. године
Председник Уго Банзер поднео је оставку у августу 2001. године, због дијагнозе карцинома плућа. Наследио га је његов потпредседник Хорхе Кироха. На председничким изборима 2002, Санчез де Лозадо поново се кандидовао и уско победио Виљу Манфреда Рејеса НФР-а и кокалероса и аутохтоног вођу Ајмара, Ева Моралеса из Покрета за социјализам (МАС), на изборима за које се тврди да су били компромитовани јасним знацима изборне крађе.
Неколико дана пре него што су Боливијци изашли на гласачке кабине, амерички амбасадор Мануел Роча упозорио је боливијско бирачко тело да ће САД, уколико гласају за Моралеса, искључити страну помоћ и затворити тржиште земље. Моралес је ипак добио скоро 21% гласова, и завршио на другом месту са малом разликом иза Санчеза де Лозада.

### Црни октобар
Почетком 2000.-их избио је Боливијски гасни рат, спор око експлоатације великих боливијских резерви природног гаса на југу земље.
Штрајкови и блокаде прво су избили у септембру 2003. године, при чему је у сукобима са оружаним снагама било неколико смртних случајева и на десетине повређених. Председник Гонзало Санчез де Лозада поднео је оставку под притиском демонстраната, службено предајући председништво свом потпредседнику, Карлосу Меси, како би се сачувао уставни поредак. Лозада је побегао из државе у Сједињеним Америчким Државама. Меса је инаугуриран и обећао је да ће одговорити на захтеве протестне већине. Упркос све већим протестима, поднео је оставку 7. марта 2005, тврдећи да није у могућности да настави са управљањем земљом. Када му је обећана подршка, повукао је оставку.
У периоду мај – јун 2005. Меса је поново поднео оставку и на брзо сазваној седници парламента у Сукреу, а господин Еду Родригез Велтзе - председник Врховног суда - постао председник у ноћи 9. јуна 2005. године. Постигнути су политички договори да се Устав измени и омогући потпуна обнова Парламента, истовремено са председничким изборима 4. децембра 2005.

### Избори 2005. и администрација Ева Моралеса
Погоршање политичког система допринело је порасту лабаве конфедерације аутохтоних друштвених покрета, МАС-а и других странака, са вођом МАС-а, Евом Моралесом, бившим кокалеросом, као вођом. На изборима у децембру 2005. Ево Моралес и МАС остварили су лагодну победу добивши 54% гласова бирачког тела, чиме постаје први аутохтони боливијски председник у историји.
Ево Моралес је 1. маја 2006. године дао своја обећања да ће национализовати већину боливијских природних гасних поља, што су многи аутохтони Боливијци годинама захтевали. Послане су трупе да заузму гасна поља и преузму контролу од страних компанија истог дана. Многим пољима је управљао Петробрас, највећа бразилска енергетска компанија, а очекивало се да ће овај политички развој затегнути односе између Моралеса и бразилског председника Луле да Силве. Дана 29. октобра 2006. године, Моралесова влада потписала је споразуме са осам страних гасних компанија, укључујући Петробрас, да се боливијској националној компанији за гас даје већински удео у гасним пољима, чиме је национализација довршена.
Крајем августа 2007. године, МАС је очистио Уставни суд од судија који су гласали раније те године против Моралесовог потеза да попуни упражњена места Врховног суда док је Конгрес био у распуштен. 
Дана 4. маја 2008. одржани су референдуми о аутономији у четири источна одељења, на којима су се они прогласили аутономним од централне владе. Сва четири референдума су прошла. Evo Morales deemed this referendum illegal. Turnout was as low as 70%.
У фебруару 2009. године, Ево Моралес донео је нови устав. То је Боливијцима староседалачког порекла дало већа економска и политичка права.
Између 2006. и 2014. године, БДП по глави становника се удвостручио, а екстремна стопа сиромаштва смањила се са 38% на 18%. Штавише, Џини коефицијент (мера статистичке дисперзије која треба да представља расподелу дохотка или богатства становника једне нације) смањио се са 0,60 на 0,47.